# Giostraio
Il giostraio, oppure "esercente spettacoli viaggianti", è un addetto al funzionamento e alla manutenzione di giostre per bambini, ed è anche una figura dell'immaginario cinematografico e letterario. 

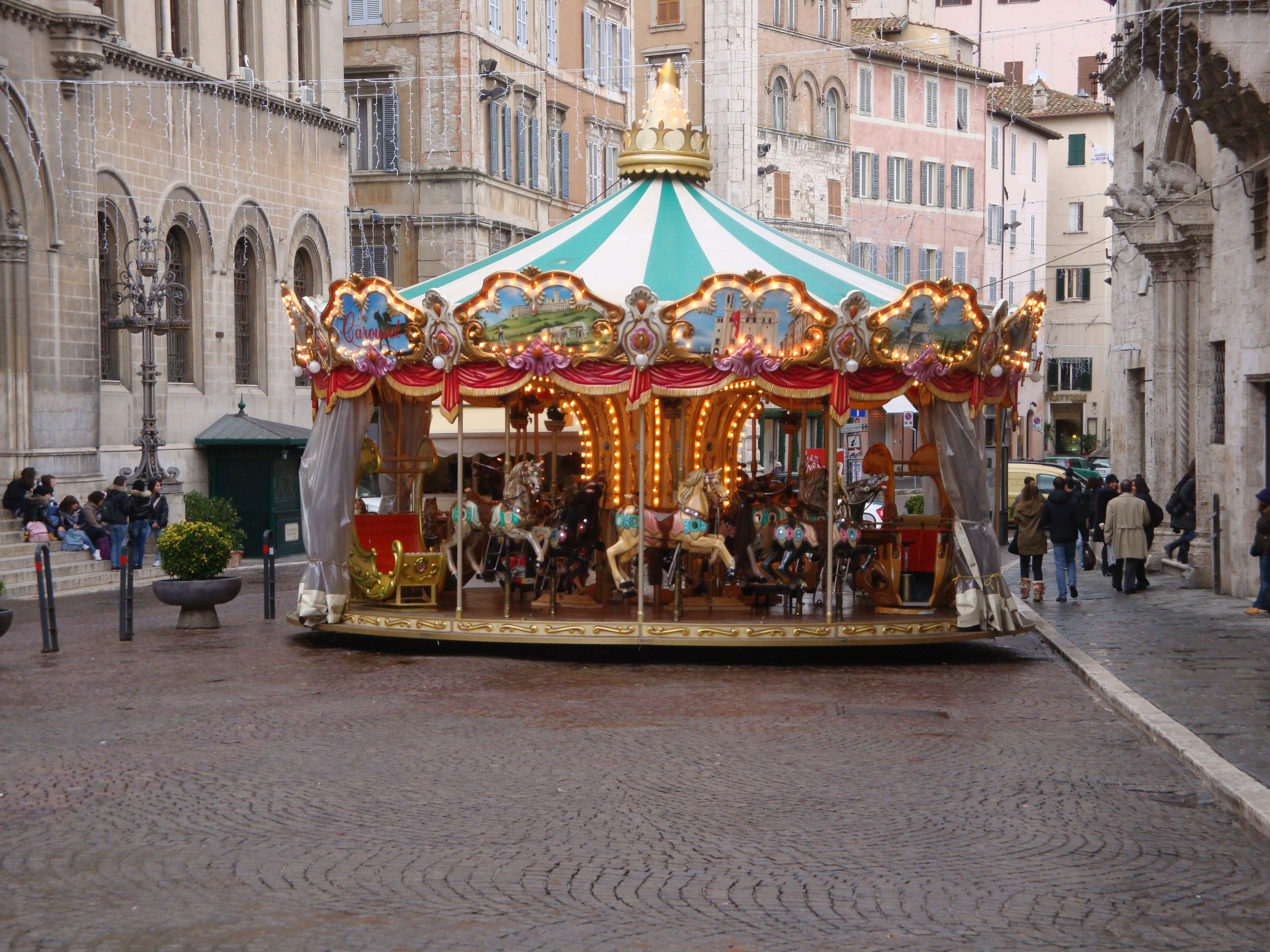
Una giostra itinerante in una piazza di Perugia

## Storia
In Italia le origini dello spettacolo viaggiante sono fatte risalire alle feste di piazza ed ai grandi mercati medievali, mentre le prime attrazioni, simili a quelle che oggi sono presenti nei luna park, derivano spesso da macchine presenti nelle esposizioni universali dell'inizio del secolo scorso. Un'interessante ricostruzione delle origini delle giostre è presente presso il Museo della Giostra e dello Spettacolo Popolare di Bergantino, sito nella provincia di Rovigo, dove tutt'oggi operano numerose industrie impegnate nel campo dei parchi divertimento.

## Nel mondo
Oggi, è ancora alta la percentuale degli esercenti che continua a svolgere l'attività in forma itinerante nei luna park, gli altri hanno realizzato iniziative imprenditoriali a carattere stabile, dai piccoli parchi giochi per bambini a parchi permanenti di divertimento di buona dimensione. Nei Giardini di Tivoli a Copenaghen in Danimarca, in Francia nel Parco Asterix, in Germania nel Parco Theresienwiese, nei Paesi Bassi le giostre della famiglia Van der Veen.
In Italia, i giostrai sono concentrati presso i Luna Park e le Fiere delle più grandi città, ma molti di loro hanno realizzato installazioni permanenti nei parchi cittadini o nelle località turistiche, come ad esempio la famiglia Pareschi fondatrice e tuttora proprietaria di Aqualandia, la famiglia Pelucchi cofondatrice di Gardaland, o un ramo della famiglia Zamperla, diventati fra i più importanti produttori di giostre del mondo e proprietari di più parchi divertimento tra i quali il Lunapark di Coney Island di New York. La prima forma di parco a tema nasce a Napoli nel 1963 da una idea di un esercente torinese stabilitosi nella città partenopea Oreste Rossotto con il consenso e l'aiuto di un noto esercente napoletano, Amedeo Cioffi.

### Normativa italiana
L'art. 1 della Legge 18 marzo 1968, n. 337 riconosce la "funzione sociale" dell'attività di spettacolo viaggiante, svolta in forma itinerante o a carattere permanente. Sono considerati «spettacoli viaggianti» le attività spettacolari, i trattenimenti e le attrazioni allestiti a mezzo di attrezzature mobili, all'aperto o al chiuso, ovvero i parchi permanenti, anche se in maniera stabile.
ANCI ed ANESV hanno sottoscritto il 24/10/01 un protocollo d'intesa nel quale riconoscono che "lo spettacolo viaggiante , quale mezzo di espressione artistica e di promozione culturale, costituisce in tutti i suoi generi e manifestazioni aspetto fondamentale della cultura e dell'identità nazionale; ed è bene culturale di insostituibile valore sociale e formativo della persona umana". I Comuni Italiani devono promuovere:
- la valorizzazione dei luna park temporanei e delle installazioni permanenti attraverso attività di promozione effettuate dalle Amministrazioni comunali nell'ambito di quanto previsto per la pubblicizzazione delle manifestazioni cittadine e la realizzazione di iniziative gratuite organizzate dagli esercenti in collaborazione con le Amministrazioni a favore dei bambini e di categorie di cittadini meno fortunati;
- il riconoscimento della utilità servizi offerti dalle installazioni a carattere temporaneo e permanente a beneficio delle famiglie, con particolare riferimento al pubblico dei bambini.
Al fine di pervenire all'applicazione della legge 18 marzo 1968, n. 337 da parte delle Amministrazioni comunali l'ANCI e l'ANESV concordano sull'opportunità di segnalare alle Amministrazioni comunali l'obbligo di deliberare in materia di individuazione delle aree disponibili per l'installazione delle attività di spettacolo viaggiante, predisponendo l'elenco previsto dal citato art. 9 della Legge n. 337/1968, con l'individuazione delle aree tradizionalmente assegnate agli esercenti di spettacoli viaggianti e quelle ritenute idonee.

Le Amministrazioni dovrebbero privilegiare l'assegnazione di aree attrezzate e localizzate in zone centrali, al fine di consolidare l'immagine del festeggiamento pubblico come elemento temporaneo, ma centrale della vita della città ed individuando, quando necessario, gli accorgimenti finalizzati alla migliore convivenza tra parco di divertimenti ed abitazioni limitrofe. 
(Cardinale Angelo Bagnasco)

## Le associazioni
I giostrai, che sono meglio definiti come esercenti spettacoli viaggianti (l. 18 marzo 1968, n. 337) sono degli esercenti e si sono associati, costituendo nel 1947 l'Associazione Nazionale Esercenti Spettacoli Viaggianti http://www.anesv.it con altre 'organizzazioni di categoria che, conformemente all'evoluzione del settore, rappresenta oggi lo spettacolo viaggiante itinerante ed i parchi permanenti di divertimento a carattere tematico, acquatico e faunistico http://www.parchipermanenti.it, oltre ai più recenti parchi avventura https://web.archive.org/web/20190123221911/http://www.parchiavventuraitaliani.it/.

## Curiosità
- Il protettore dei giostrai è san Genesio di Roma, commemorato il 25 agosto.[2]